# Овражный (Волгоград)
Овражный — упразднённый хутор входивший в состав городского округа город-герой Волгоград Волгоградской области. В 2010 году включен в состав Дзержинского района города Волгограда.

## География
Хутор располагался в истоке реки Мокрая Мечетка, в 1,5 км к северо-востоку от железнодорожной станции Бетонная.

## История
В 1931 году организован колхоз «Сталинградский пахарь».
В 1952 года в составе Городищенского сельсовета Городищенского района. В 1958 году передан во вновь созданный Гумракский сельсовет (с 1959 года поссовет). Решением исполкома облсовета от 22 февраля 1962 года № 6/121 хутор Сталинградский пахарь был переименован в Волгоградский пахарь. Указом Президиума Верховного Совета РСФСР от 28 мая 1962 года хутор Сталинградский пахарь переименован в хутор Овражный. В 1986 году Гумракский поссовет передан в подчинение Дзержинского райсовета Волгограда. 

## Население
Согласно результатам переписи 2002 года, в национальной структуре населения русские составляли 100 % из 25 человек.